# (6224) El Goresy
(6224) El Goresy (1981 EK8) – planetoida z grupy pasa głównego asteroid okrążająca Słońce w ciągu 3,64 lat w średniej odległości 2,36 j.a. Odkryta 1 marca 1981 roku.